# 西蒙·加涅
西蒙·加涅（法語：Simon Gagné，1980年2月29日—），加拿大男子冰球运动员。他曾代表加拿大国家队参加2002年和2006年冬季奥林匹克运动会冰球比赛，其中2002年冬季奥运会获得一枚金牌。